# Jamie Silberhartz
Jamie Silberhartz (Long Island, Nueva York, 4 de octubre de 1981) es una actriz estadounidense nacida en Long Island (Nueva York) el 4 de octubre de 1981. Es conocida principalmente por interpretar a  Rachel Blake en The Lost Experience, un juego de realidad alternativa a través de internet basado en la serie de televisión Perdidos, de la cadena ABC.
Tiene un papel habitual en la serie estadounidense Sin rastro y ha aparecido en anuncios de caramelos Life Savers, Pizza Hut y Sony. Entre otros papeles a lo largo de su carrera, fue Amelia Earhart en una obra teatral del Edge of The World Festival en Los Ángeles en 2005, llamada Amelia Learns To Fly (Amelia aprende a volar).